# Сім'я Януш
«Сім'я Януш» — радянський художній фільм 1941 року, знятий режисером Сигізмунд Навроцький на кіностудії «Радянська Білорусь».

## Сюжет
Фільм присвячений приєднанню Західної Білорусі до СРСР. Головні герої — білоруські колгоспники. Після того, як чоловіки йдуть в армію, Юста Януш стає головою колгоспу і зустрічає синів, що повернулися з перемогою. Фільм на екрани не випущений.

## У ролях
- Лідія Генель-Аблова — Юста Павлівна Януш
- Степан Крилов — Остап
- Віктор Кулаков — Михась
- Петро Масоха — Кирило
- Аркадій Аркадьєв — Артем, брат Остапа
- Ольга Кусенко — Маня
- Варвара Журавльова — Феша
- Євгенія Голинчик — Наташа
- Василь Зайчиков — Волошка
- Олексій Консовський — Жорка
- П. Каштельян — Олесик
- Дмитро Капка — колгоспник
- Самуїл Дітлович — колгоспник
- Раїса Днєпрова — колгоспниця

## Знімальна група
- Режисер — Сигізмунд Навроцький
- Сценаристи — Костянтин Василенко, Євген Помєщиков
- Оператор — Борис Рябов
- Композитор — Олексій Туренко
- Художники — В'ячеслав Іванов, Всеволод Первунін